# Coursetia
Coursetia là một chi lớn thuộc họ Đậu, gồm các loài bản địa của châu Mỹ.

## Một số loài
| - Coursetia andina - Coursetia apantensis - Coursetia axillaris J.M.Coult. & Rose – Texas Babybonnets - Coursetia barrancana - Coursetia brachyrachis Harms - Coursetia cajamarcana - Coursetia caribaea (Jacq.) Lavin – Anil Falso - Coursetia chiapensis - Coursetia dubia (Kunth) DC. - Coursetia elliptica - Coursetia ferruginea (Kunth) Lavin - Coursetia fruticosa - Coursetia glabella (A.Gray) Lavin – Smooth Babybonnets | - Coursetia glandulosa A.Gray – Rosary Babybonnets - Coursetia gracilis Lavin - Coursetia grandiflora - Coursetia guatemalensis - Coursetia hassleri - Coursetia heterantha - Coursetia hidalgoana - Coursetia hintonii - Coursetia hypoleuca (Speg.) Lavin - Coursetia insomniifolia - Coursetia intermontana - Coursetia madrensis - Coursetia maraniona | - Coursetia mollis - Coursetia oaxacensis - Coursetia orbicularis - Coursetia paniculata - Coursetia paucifoliolata - Coursetia planipetiolata - Coursetia polyphylla - Coursetia pumila - Coursetia robinioides - Coursetia rostrata - Coursetia tumbezensis - Coursetia vicioides - Coursetia weberbaueri |

### Các loài từng xếp vào chi Coursetia
- Lonchocarpus hermannii M.Sousa (as C. mexicana S.Watson)
- Sesbania virgata (Cav.) Pers. (as C. virgata (Cav.) DC.)[4]